# Митрофан Цариградски
Свети Митрофан је био цариградски патријарх. 
Његов отац Дометије, брат римског цара Проба, избегао је из Рима као хришћанин за време гоњења хришћана и дошао у Византију. Епископ византијски Тит посветио га је за презвитера. По смрти Титовој, Дометије је постао епископ византијски. После смрти Дометијеве престо епископски заузео његов старији син Проб, а после његове смрти, Митрофан. 
Када је цар Константин први пут видео Митрофана, заволео га је много. За време Првог васељенског сабора Митрофан је већ био старац од 117 година, па пошто није могао сам узети учешће у саборским пословима, одреди свога хороепископа Александра за свога заменика. Цар му је код Сабора издејствовао назвање патријарха. И тако је он постао први патријарх Константинопоља. Кад га је цар упитао, кога жели за наследника на престолу патријаршијском: Митрофан је именовао Александра; затим је рекао Александру Александријском: "О брате, преизрјадна наследника оставићеш ти!" И узе за руку архиђакона Атанасија, доцније Атанасија Великог, патријарха александријског, и похвали га пред свима. После овога пророчанства опростио се са свима и након десет дана умро. 
Свети Митрофан је преминуо 325. године.
Српска православна црква слави га 4. јуна по црквеном, а 17. јуна по грегоријанском календару.